# Чурило, Андрей Викторович
Андрей Викторович Чурило (бел. Андрэй Віктаравіч Чурыла; род. 19 мая 1993, Барановичи, Белоруссия) — белорусский прыгун в высоту. Участник Олимпийских игр 2012 и 2016 года.

## Карьера
Принимал участие в прыжках в высоту на летних юношеских олимпийских играх 2010 года, где показал четвертый результат 2,14 м. В 2012 году на Чемпионате мира среди юниоров по легкой атлетике в Барселоне выиграл золотую медаль с результатом 2,24 м. Выступал в составе сборной команды Республики Беларусь на летних Олимпийских играх 2012 года в Лондоне . На Чемпионате Европы в Цюрихе 2014 года занял 11-е место с результатом 2,21 м.